# ギブズの相律
ギブズの相律（ギブズのそうりつ、英: Gibbs' phase rule）は、系の自由度を規定する式で、相と成分で次のように規定される。ギブズが発見した式で、単に「相律」ともいう。
{\displaystyle F=C-P+2}
F は（示強性変数の）自由度、C は成分の数、P は相の数をいう。
相律の式の中の定数“2”は、温度T と圧力P の二つの示強性の変数から来ている。
なお、相律を相図における幾何学的法則とみれば、三次元におけるオイラーの多面体定理に対応することがわかる。

## 例
- 1成分1相の場合は、自由度2。つまり温度と圧力の2個の状態量で状態を記述できる。
- 2成分1相の場合は、自由度3。すなわち状態量に加えて1成分の割合を規定すればよい。
- 1成分2相（例えば気相と液相が共存）の場合は、自由度1。従って、温度を決めれば飽和蒸気圧が決まる。
- 1成分3相の場合は、自由度0。これは三重点を表す。

## 導出
系の未知数の数は、
- 圧力：1 個
- 温度：1 個
- 各相の各成分のモル分率：各相においてC-1個の成分のモル分率を決定すれば合計が1であることから、残り一個の成分のモル分率は決定されるので、(C - 1)P 個

以上の合計 2+ C P - P 個である。
一方、系を規定する拘束条件の数は
- 成分νについて、各相の化学ポテンシャルが等しい：μ1ν = μ2ν = ・・・ = μPν (ν= 1, ... ,C ) の(P -1)C 個

以上の合計 C P  - C 個である。
したがって、未知数の数から拘束条件の数を引いて、与式を得る。